# Південно-Західний університет штату Міннесота
Південно-Західний університет штату Міннесота (англ. Southwest Minnesota State University) — це університет, розташований у місті Маршалл, Міннесота. Вісім тисяч вісімдесят п'ять студентів навчалися в університеті у 2014. Кольори університету — кольори коричневої та золотої прерії, біля якої розташовується університет. Команда університету — мустанги.

## Історія
Десятого жовтня 1964 був заснований Південно-Західний Коледж Штату Міннесота. (англ. Southwest Minnesota State College) у місті Маршалл. Перші студенти почали навчатися дев'ятнадцятого вересня 1967. Першого серпня 1975 коледж набув статусу університету. Назву було змінено на Південно-Західний Університет Штату. (англ. Southwest State University) Першого липня 2003 року назву університету було змінено на Південно-Західний Університет Штату Міннесота.
Другого січня 2002 року пожежа знищила корпус Студентський Центр під час зимових канікул. Тодішній президент Девід Данагар (англ. David Danahar) побачив пожежу, коли він повернувся з похорону студента. Дим від пожежі ушкодив усі навчальні корпуси. Новий корпус Студентський Центр збудували у 2005.